# Amanda Labarca
Amanda Labarca Hubertson (prononcé en espagnol : [aˈmanda laˈβaɾka]), née le 5 décembre 1886 à Santiago du Chili, morte le 2 janvier 1975 dans la même ville, est une pédagogue, féministe, écrivaine et diplomate chilienne. 
Elle est une premières féministes d'Amérique latine, une des premières femmes à y avoir attiré l'attention sur la condition féminine, sur la nécessité des droits des femmes, notamment du droit de vote. 
Amanda Labarca fonde le Conseil national des femmes en 1919, est cofondatrice du Comité national pour les droits des femmes, présidente des Femmes du Chili, et présidente de la Fédération chilienne des institutions féminines. Elle participe également à la plupart des congrès féministes internationaux de l'époque.
Pédagogiquement, elle est professeure dans l'enseignement secondaire, professeure extraordinaire à l'université du Chili, étant ainsi la première universitaire chilienne. Elle est aussi fondatrice de clubs de lecture féminins, directrice générale de l'enseignement secondaire au ministère de l'Éducation, cofondatrice d'un lycée expérimental pour la formation des enseignants, fondatrice des écoles d'été à l'université du Chili.
Elle est nommée en 1946 ambassadrice, représentante du Chili auprès de l'Organisation des Nations unies.
Elle écrit des livres sur le féminisme, sur l'enseignement, et quelques fictions. Elle est membre de l'Académie des sciences politiques, de sociologie et de morale de l'Institut chilien.

## Biographie

### Jeunesse, formation
Amanda Crispina del Carmen Pinto Sepúlveda naît à Santiago au Chili le 5 décembre 1886. Elle est la fille de Onofre Pinto Pérez de Arce, avocat et commerçant, et de Sabina Sepúlveda,,.
Amanda Pinto Sepúlveda effectue ses premières études dans une école de Santiago, rue San Isidro, et elle les poursuit au lycée Isabel Le Brun de Pinochet,. Elle obtient en 1902 son baccalauréat en sciences humaines, à 15 ans. Elle est la première femme latino-américaine à poursuivre des études universitaires et obtient en 1905 à 18 ans le diplôme d'État de professeur d'espagnol,, diplôme décerné par l'Institut pédagogique de l'université du Chili.
Elle épouse l'homme politique Guillermo Labarca Hubertson, qui deviendra ministre de l'Éducation et de la Justice, lors d'un voyage aux États-Unis, et prend alors comme nom de famille les deux noms de son époux, Labarca Hubertson, malgré les protestations de sa famille,.
Elle part en 1910 avec son mari aux États-Unis pour poursuivre ses études à l'université de Columbia, et les continue en 1912 en France à l'université de la Sorbonne pour se spécialiser en éducation,, particulièrement selon les nouvelles théories pédagogiques. Ces voyages d'étude la renforcent dans l'idée que les femmes peuvent avoir accès à tous les niveaux de formation éducative comme de vie politique.

### Carrière d'éducatrice et de féministe
Amanda Labarca est nommée directrice adjointe de l'École normale no 3 en 1906, peu après avoir reçu son diplôme d'État de professeur. Elle publie en 1907 son premier ouvrage, Impresiones de Juventud (Impressions de jeunesse), premier ouvrage d'une longue série de travaux qui lui valent la reconnaissance de ses pairs intellectuels et universitaires.
Elle développe ses idées sur l'éducation, les réformes à effectuer et les changements sociaux nécessaires dans une série d'articles qu'elle publie de 1914 à 1916 dans la revue Familia.
En 1915, elle organise le Círculo de Lectura (Cercle de lecture) en s'inspirant des Reading Clubs of America. Cet organisme lui permet de prodiguer éducation et culture aux femmes, quel que soit leur statut social, alors qu'elles en étaient exclues à l'époque. À partir de ce Cercle de Lecture, elle fonde le Conseil National des Femmes en 1919,, avec Celinda Reyes. Elle obtient en 1922 le poste de professeur extraordinaire de psychologie à la faculté de philosophie, de sciences humaines et d'éducation de l'université du Chili,. Elle est reconnue comme la première universitaire chilienne. Elle adhère au Parti radical chilien, et y reste active toute sa vie. 
Amanda Labarca milite pour le droit de vote des femmes et devient présidente des Mujeres de Chile (Femmes du Chili). Elle est l'une des fondatrices du Comité national pour les droits des femmes, créé en 1933 avec Elena Caffarena et d'autres femmes. Elle est l'une des quelques femmes d'Amérique latine qui jouent un rôle majeur en attirant l'attention sur les questions féminines. Elle participe activement aux congrès féministes internationaux pendant la première moitié du XXe siècle.
En tant qu'éducatrice, elle est professeur dans l'enseignement secondaire. Elle est nommée en 1931 responsable de la Direction générale de l'enseignement secondaire au ministère de l'Éducation par le président Montero. Elle promeut la création du lycée expérimental Manuel de Salas pour la formation des futurs enseignants en 1932, en parallèle aux cours qu'elle continue de donner à l'université du Chili.
Elle écrit de nombreux livres sur l'enseignement et le féminisme. ¿A dónde va la mujer? (1934, Où va la femme ?) et Feminismo contemporáneo (1947, Féminisme contemporain) sont ses principaux livres sur le féminisme. Elle écrit aussi d'importants livres sur l'éducation, dont Realidades y problemas de nuestra enseñanza (1953, Réalités et Problèmes de notre enseignement), La esceuela secundaria en los Estados Unidos (1919, L'École secondaire aux États-Unis), et Historia de la enseñanza en Chile (1939, Histoire de l'enseignement au Chili) sont les plus notables. 
Amanda Labarca est aussi critique littéraire et écrivaine d'essais et de fiction, mettant notamment en scène le rôle des femmes dans la société, surtout au début de sa carrière, où elle écrit Impresiones de juventud (1909, Impressions de jeunesse) et La lámpara maravillosa (1921, La Lampe merveilleuse).  
Elle dirige le journal du Círculo de Lectura (Club de lecture), Women's Action, qui participe largement à la lutte pour le droit de vote des femmes et à la lutte contre la corruption (la vente de votes). Elle est élue en 1944 présidente de la Fédération chilienne des institutions féminines. 
Amanda Labarca est nommée ambassadrice en 1946, par le gouvernement du président Gabriel González Videla, en tant que représentante du Chili auprès de l'Organisation des Nations unies. Elle y est responsable de la section sur la Condition de la femme, de 1947 à 1949,.
Elle fonde des écoles d'été à l'université du Chili. Elle donne des cours et des séminaires dans différents pays des Amériques. Elle est reçue en 1964 comme membre de l'Académie de la Faculté d'éducation de l'Université du Chili et, en 1969, de l'Académie des sciences politiques, de sociologie et de morale de l'Institut chilien.

### Décès, postérité
Amanda Labarca meurt à Santiago le 2 janvier 1975, à l'âge de 88 ans. 
L'université du Chili institue en 1976 la « médaille du mérite Amanda Labarca (es) » en mémoire de celle qui fut la première universitaire chilienne. Ce prix est décerné annuellement pour récompenser une universitaire particulièrement méritante dans son domaine.

## Principales publications
Principaux ouvrages féministes :
- (es) Amanda Labarca, Actividades femeninas en Estados Unidos [« Activités féminines aux États-Unis »], 1915.
- (es) Amanda Labarca, ¿A dónde va la mujer [« Où va la femme »], 1934 (lire en ligne [PDF]).
- (es) Amanda Labarca, Feminismo contemporáneo [« Féminisme contemporain »], 1947.

Principaux ouvrages pédagogiques :
- (es) Amanda Labarca, La esceuela secundaria en los Estados Unidos [« L'esceuela secondaire aux États-Unis »], 1919.
- (es) Amanda Labarca, Historia de la enseñanza en Chile [« Histoire de l'enseignement au Chili »], 1939.
- (es) Amanda Labarca, Bases para una política educacional [« Fondements d’une politique éducative »], 1944.
- (es) Amanda Labarca, Meditaciones breves [« Brèves méditations »].
- (es) Amanda Labarca, Perspectiva de Chile [« Perspective du Chili »].
- (es) Amanda Labarca, Realidades y problemas de nuestra enseñanza [« Réalités et Problèmes de notre enseignement »], 1953.
- (es) Amanda Labarca, En tierras extrañas [« Dans des terres étranges »].
- (es) Amanda Labarca, Cuentos a mi señor [« Contes pour mon seigneur »].

Principales autres œuvres :
- (es) Amanda Labarca, Impresiones de juventud [« Impressions de jeunesse »], 1909.
- (es) Amanda Labarca, La lámpara maravillosa [« La Lampe merveilleuse »], 1921.